# Chignon

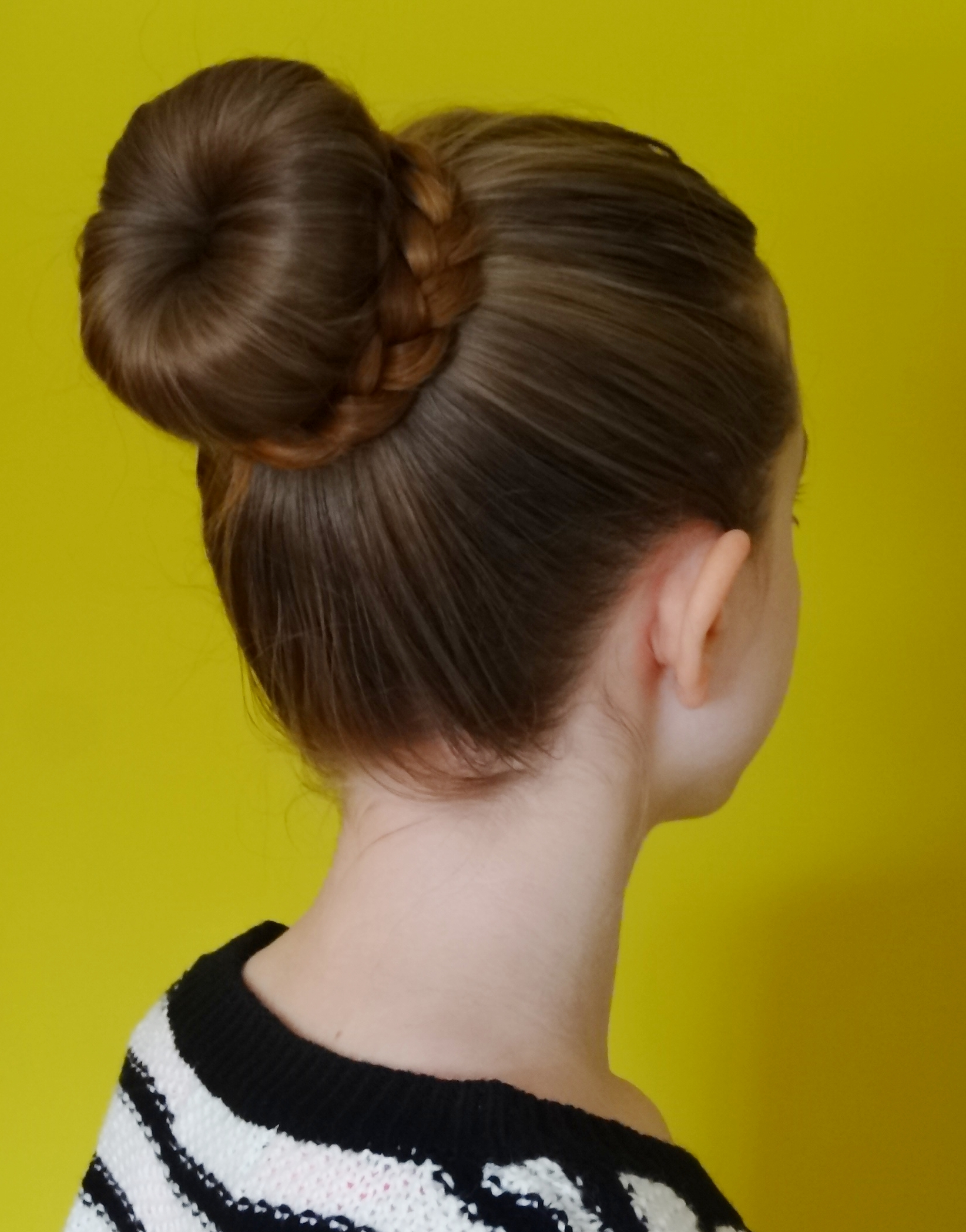
Esempio di chignon "a ciambella".

Lo chignon (dal francese: [ʃiˈɲɔ̃]) è un popolare tipo di acconciatura, principalmente femminile, realizzato raccogliendo i capelli in un nodo sulla nuca (da cui deriva l'espressione chignon du cou), ma esistono molte varianti di stile. È un tipo di acconciatura indossata per occasioni speciali, come matrimoni o balletti, o anche per l'abbigliamento sportivo quotidiano.
La pronuncia italiana della parola è /ʃiɲˈɲɔn/. Viene adattata di rado in cignone (/ʧiɲˈɲone/) o parzialmente in cignon (/ʧiɲˈɲɔn/).

## Storia
I primi chignon risalgono all'epoca della Grecia antica, dove le donne ateniesi lo utilizzavano comunemente, fermandolo con fermagli di avorio o d'oro. Anche nella civiltà cinese lo chignon era molto diffuso. In tempi più recenti, lo chignon acquisì nuova popolarità durante l'era vittoriana, e di nuovo negli anni quaranta, durante la seconda guerra mondiale. È famosa l'acconciatura che Oscar Wilde sfoggiò nel 1884 alla fondazione della Fabian Society, che pare contribuì alla condanna per omosessualità che lo scrittore subì. Lo chignon è l'acconciatura tipica delle ballerine di danza classica, delle ginnaste ritmiche e delle pattinatrici su ghiaccio.